# Larçay
Larçay ist eine französische Gemeinde mit 2.577 Einwohnern (Stand: 1. Januar 2022) im Département Indre-et-Loire in der Region Centre-Val de Loire. Sie gehört zum Arrondissement Tours und zum Kanton Montlouis-sur-Loire. Die Bewohner werden Larcéens genannt.

## Geographie
Larçay liegt am südlichen Ufer des Flusses Cher. Umgeben wird Larçay von den Nachbargemeinden La Ville-aux-Dames im Norden, Montlouis-sur-Loire im Nordosten, Véretz im Osten, Esvres im Süden, Chambray-lès-Tours im Westen und Südwesten sowie Saint-Avertin im Westen.
Durch die Gemeinde führt die frühere Route nationale 76 (heutige: D976).

### Hydrologie
Die Gemeinde wird im nördlichen Teil ihres Territoriums von Ost nach West vom Fluss Cher (2,421  km im Gemeindegebiet) durchflossen. Das kommunale hydrografische System mit einer Gesamtlänge von 4,82  km umfasst einen weiteren bemerkenswerten Wasserlauf, den Filet (2,356  km im Gemeindegebiet), sowie zwei kleine, teilweise nicht ganzjährig vorhandene Wasserläufe.

## Bevölkerungsentwicklung
| 1962 | 1968 | 1975 | 1982 | 1990 | 1999 | 2006 | 2012 | 2018 |
| ---- | ---- | ---- | ---- | ---- | ---- | ---- | ---- | ---- |
| 678  | 759  | 938  | 1412 | 1751 | 2037 | 2254 | 2417 | 2486 |

## Sehenswürdigkeiten
- Gallorömisches Kastell
- Kirche Saint-Symphorien aus dem 12. Jahrhundert,  Umbauten im 16. und 19. Jahrhundert
- Schloss Larçay aus dem 19. Jahrhundert
- Schloss Bellevue aus dem 19. Jahrhundert
- Schleuse
- Haus der Landsknechte aus dem 16. Jahrhundert

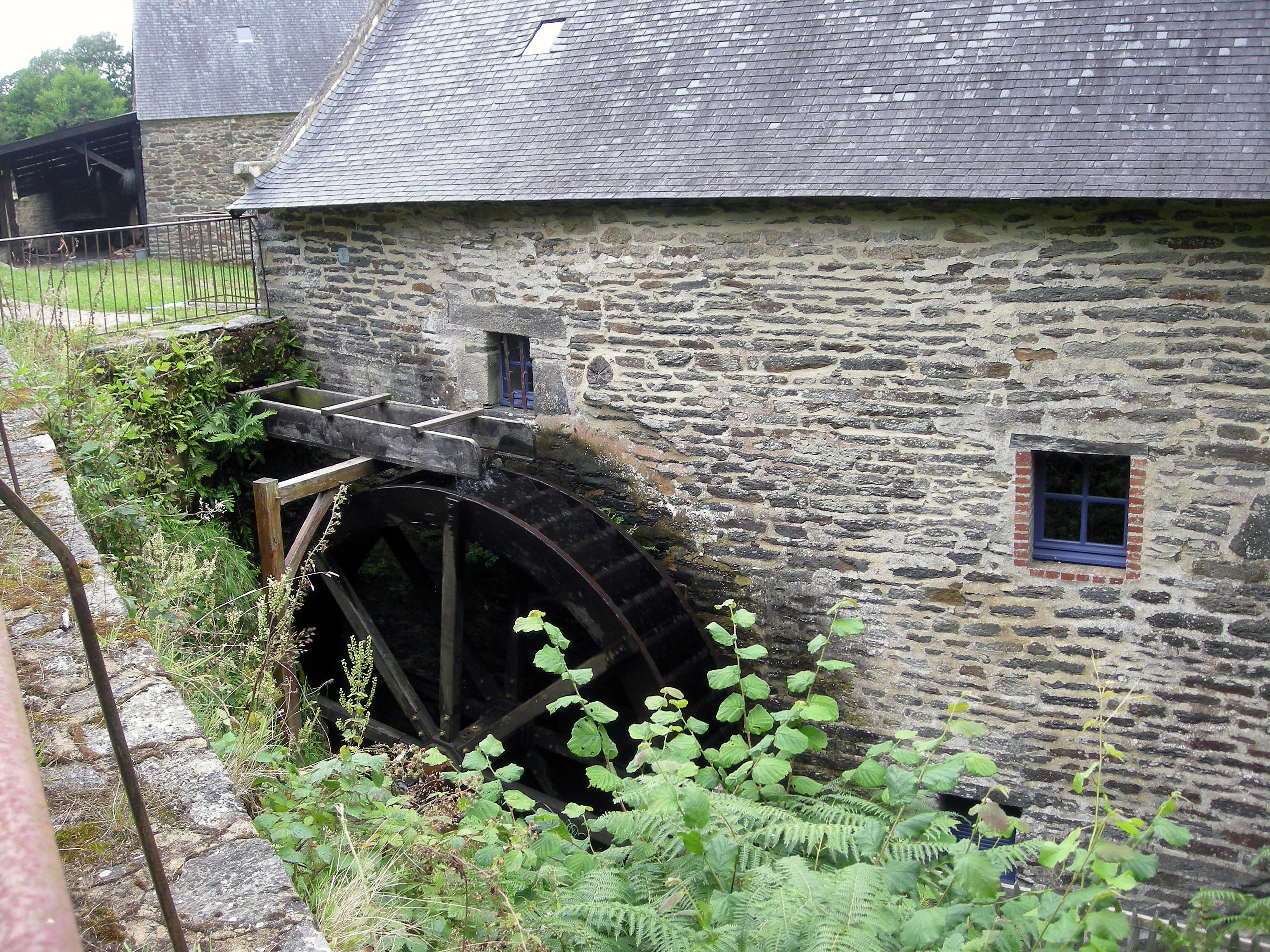
Mühle von Larçay

## Gemeindepartnerschaft
Mit der portugiesischen Gemeinde Santa Marta de Penaguião in der Region Norte besteht seit 2006 eine Partnerschaft.